# Jenissei-STM Krasnojarsk
Der Jenissei-STM Krasnojarsk (russisch Енисей-СТМ Красноярск) ist ein russischer Rugby-Union-Verein aus Krasnojarsk.

## Geschichte
Der Verein wurde 1975 als Trud Krasnojarsk (Труд) gegründet. 1978 erfolgte eine Umbenennung in Sibtjaschmasch Krasnojarsk (Сибтяжмаш). Den heutigen Namen trägt eines der erfolgreichsten russischen Mannschaften seit dem 12. April 2000. In der Saison 2008 belegte das Team den dritten Rang in der russischen Meisterschaft.

## Erfolge
- Russischer Meister: 1999, 2002, 2005, 2011, 2012, 2014, 2016
- Russischer Vizemeister: 2000, 2001, 2003, 2004, 2007, 2009, 2010
- Russischer Pokalsieger: 2000, 2001, 2008[1]

## Bekannte Spieler
- Maxim Lifontow